# Onomichi
Onomichi (尾道市, Onomichi-shi) est une ville japonaise, située sur le littoral de la mer intérieure de Seto, entre Okayama et Hiroshima. Administrativement, la ville se trouve dans la préfecture d'Hiroshima.

## Géographie

### Situation
À l'origine, le territoire de la ville d'Onomichi était restreint à une étroite superficie comprise entre le mont Senkōji et la mer, mais une série de fusions administratives, culminant avec celle du 10 janvier 2006 qui permit l'intégration des villes d'Innoshima et de Setoda, étendirent le territoire d'Onomichi au-delà du mont Senkōji et également sur plusieurs îles avoisinantes. Aujourd'hui, Onomichi est un des principaux points d'entrée du passage entre les îles de Honshū et de Shikoku et ce, grâce à l'autoroute Shimanami, qui relie les deux grandes îles via les villes d'Onomichi et d'Imabari.

### Municipalités limitrophes
| Mihara | Sera                   | Fuchū    |
| Mihara | Onomichi               | Fukuyama |
| Mihara | mer intérieure de Seto | Fukuyama |

### Démographie
Le 31 octobre 2008, la ville comptait 152,293 habitants (dont 2,178 étrangers) répartis sur une superficie de 284,85 km2 (densité de population de 517 hab./km2). Au 28 février 2025, la population était de 125 936 habitants.

### Climat
Le climat d'Onomichi, chaud et humide, est propice à la culture de nombreuses variétés d'agrumes, dont les mandarines satsuma (mikan) et la grande diversité de la faune marine de la mer intérieure de Seto favorise la pêche.

## Histoire
Originellement la ville qui s'appelait Innoshima, fut officiellement désignée « port d'embarcation du riz », port qui servait au paiement des taxes par l'empereur Go-Shirakawa en 1169. Elle devint un centre économique prospère au cours du XIVe siècle, notamment grâce au commerce avec la Chine. La plupart des nombreux temples et sanctuaires shinto de la ville furent d'ailleurs érigés grâce au patronage de riches marchands de l'époque. Au cours de l'époque d'Edo (1603-1868), les navires du type kitamaebune, qui reliaient Ōsaka et la région de Hokuriku (et plus tard, Hokkaidō), eurent eux aussi une influence remarquable sur le développement économique de la région. Au début du XXe siècle, la ville était un lieu très apprécié des écrivains, et cette réputation attire encore de nos jours de nombreux artistes en quête d'inspiration.

### Chronologie
- 1er avril 1898 : la ville d'Onomichi est créée, devenant la deuxième ville de la préfecture d'Hiroshima.
- 1er avril 1937 : la ville de Kurihara et le village de Yoshiwa sont fusionnés à Onomichi.
- 1er juillet 1939 : le village de Sanba est fusionné à Onomichi.
- 27 juillet 1945 : le chantier naval Hitachi est détruit par les bombardements alliés.
- 1er avril 1951 : le village de Fukada est fusionné à Onomichi.
- 1er mars 1954 : les villages de Minogo, Kinoshō et Harada sont fusionnés à Onomichi.
- 1er février 1955 : les villages de Takasu et Nishimura sont fusionnés à Onomichi.
- 1er mars 1955 : le village de Momoshima est fusionné à Onomichi.
- 15 juillet 1955 : une partie des villages de Takasu et Nishimura est transférée à la ville de Matsunaga, devenue Fukuyama.
- 1er janvier 1957 : le village d'Urasaki est fusionné à Onomichi.
- 3 mars 1968 : le pont Onomichi Ōhashi (reliant Onomichi et Mukaishima) est ouvert à la circulation.
- 1er juillet 1970 : la ville de Mukaihigashi est fusionnée à la Onomichi.
- 13 mars 1988 : la gare Shin-Onomichi pour train rapide Shinkansen est ouverte sur la ligne Sanyo.
- 26 octobre 1993 : ouverture du segment routier entre les échangeurs Fukuyama-nishi et Kochi ; ouverture de l'échangeur Onomichi.
- 1er mai 1999 : ouverture complète de l'autoroute Shimanami, qui relie Honshū (échangeur Nishi-Setouchi-Onomichi) et Shikoku (échangeur Imabari).
- 28 mars 2005 : les villes de Mitsugi et Mukaishima sont fusionnées à Onomichi.
- 10 janvier 2006 : les villes d'Innoshima et de Setoda sont fusionnées à Onomichi.

## Économie
Les principaux secteurs d'activité d'Onomichi sont la construction navale, l'agriculture (agrumes, raisins), la pêche (production de surimi), le tourisme et l'industrie (fabrication de cristaux liquides).

## Transports

### Voies routières
Onomichi est raccordée aux routes nationales 2, 184, 317 et 486.

### Voie maritime
Onomichi est un point d'embarquement pour accéder à l'île voisine de Shikoku.

### Voies ferroviaires
La ville possède trois gares :
- les gares d'Onomichi et Higashi-Onomichi, desservies par la ligne principale Sanyō ;
- la gare de Shin-Onomichi, desservie par la ligne Shinkansen Sanyō.

## Culture locale et patrimoine

### Patrimoine architectural
Onomichi est une ville où l'on trouve de nombreux temples bouddhiques (environ vingt-cinq, car la ville n'a pas connu de destructions pendant la Seconde Guerre mondiale) parmi lesquels le Senkō-ji, le Fukuzen-ji construit en 1573, le Saikoku-ji, fondé au IXe siècle, le Jōdo-ji, fondé en 616, et le Kairyū-ji.
Outre les temples et sanctuaires shintō, de nombreux bâtiments datant de l'ère Taishō (1912-1926) témoignent de la prospérité des habitants de la ville au début du XXe siècle. On compte parmi eux le bâtiment qui abritait jadis la banque Onomichi, devenue le Onomichi Historical Museum, et celui où se trouvait l'ancienne Chambre de commerce devenue un musée.
Le parc Senkōji (千光寺公園, Senkōji-kōen) est le point de départ du chemin de la littérature (文学のこみち, Bungaku no komichi) en hommage aux nombreux écrivains qui ont séjourné dans la ville. Au sommet du parc se trouve le temple Senkōji (千光寺) qui offre un point de vue sur la mer intérieure. Le musée d'art de la ville d'Onomichi se trouve également dans le parc.

### Dans la culture populaire
Onomichi est le lieu de l'action du manga Éclat(s) d'âme, ainsi que celui du manga Pastel.
Une partie de l'action de l'œuvre cinématographique Voyage à Tokyo, réalisée par le cinéaste Yasujirō Ozu, s'y déroule.
Onomichi est une des villes où se déroule l'action du jeu vidéo Yakuza 6 : The Song of Life, plus précisément dans le quartier Shingai de la ville.

## Symboles municipaux
L'arbre symbole de la ville d'Onomichi est le prunus et sa fleur symbole la fleur de prunus.

## Personnalités liées à la municipalité
- Masami Teraoka, peintre contemporain, y est né en 1936.
- Nobuhiko Obayashi, réalisateur de publicités et de films, y est né le 9 février 1938.
- Mona Yamamoto, présentatrice de télévision, y est née en 1976.